# European Business School Brussels
European Business School Brussels (EBSB) était un institut privé d'enseignement supérieur belge, 2009 - 2012, spécialisé dans les domaines du management et de l'économie, situé à Genval, près de Bruxelles.

## Statut
L'EBSB était créé comme une société privée en juillet 2009, finalement déclaré en faillite en décembre 2012 après trois ans d'activité.

## Cursus
Le programme principal était un « Master in Management and Finance ». Il parait qu'un programme de Doctorat était envisagé.
Les cours étaient dispensés en anglais.